# 加藤雅晴
加藤　雅晴（かとう まさはる）は新潟県出身の日本の柔道家。階級は重量級(93kg超級)。身長182cm。体重94kg。

## 経歴
東洋大学を経て富士製鐵所属となる。1964年10月に尼崎で開催された国際親善柔道大会では、東京オリンピック無差別で金メダルを獲得したばかりのオランダのアントン・ヘーシンクと対戦して、先に小外刈で技ありを取りながら抑え込みで敗れた。なおこの時ヘーシンクは、小外刈の技あり判定を不服として次の試合を放棄すると、会場を立ち去った。その不作法な態度に会場からは非難の声があがったという。後にヘーシンクは｢私の態度が悪かった｣と謝罪の意を示した。その後警視庁所属になると、1965年の世界選手権無差別に出場するが、4回戦でオランダのペーター・スナイデルスに判定負けすると、敗者復活戦でもソ連のアンゾール・キクナーゼに微妙な判定で敗れて5位にとどまった。監督の曽根康治は判定に抗議したものの、受け入れられなかった。1968年には全国警察柔道選手権大会の重量級で優勝を飾った。引退後は慶應義塾大学の柔道部師範を務めた。

## 主な戦績
- 1965年 -　世界選手権 無差別　5位
- 1968年 -　全国警察柔道選手権大会　重量級　優勝